# Bertolli
Bertolli je italská obchodní značka potravin, známá především díky olivovému oleji. 

## Historie
Jako rodinnou firmu ji založil Francesco Bertolli roku 1865 ve městě Lucca. Prodávala své výrobky z oliv, později se zaměřila také na víno, těstoviny a sýry. S italskými přistěhovalci se značka rozšířila koncem devatenáctého století do Spojených států. V Lucce bylo před první světovou válkou vybudováno reprezentativní sídlo Palazzo Bertolli. Společnost založila také vlastní spořitelnu, která přešla v roce 1970 do vlastnictví Banca Commerciale Italiana. Největší provoz firmy vznikl v lombardském Inverunu.
V roce 1972 prodali dědicové firmu Bertolli Alimontu, pak přešla pod Società Meridionale di Elettricità a spojením s dalšími výrobci potravin vznikla společnost Cirio-Bertolli-De Rica. V roce 1994 se stala součástí nadnárodního koncernu Unilever. Od roku 2008 je olivový olej Bertolli produkován pod španělskou společností Deoleo. Je nejrozšířenější značkou olivového oleje a prodává se ve čtyřiceti zemích. Divize omáček na těstoviny a margarínu zůstala pod Unileverem do roku 2014, kdy ji za 215 miliard jenů zakoupil japonský holding Mizkan. Mražené polotovary značky Bertolli patří americké firmě Conagra Brands. 

## Kontroverze
Organizace Foodwatch v roce 2009 upozornila, že pesto značky Bertolli neobsahuje deklarované suroviny. Firma byla také obviněna z neoprávněného používání označení „extra panenský olivový olej“. 